# Braunsdorf (Saalfeld)
Braunsdorf ist eine Ortslage im Ortsteil Saalfelder Höhe der Stadt Saalfeld/Saale im Landkreis Saalfeld-Rudolstadt in Thüringen.

## Geografie
Auf einem Hochplateau des Thüringer Schiefergebirges liegen die Teile der Gemeinde Saalfeld/Saale: Dittrichshütte, das nördlich liegende Braunsdorf und der südliche Weiler Birkenheide. Diese Ortsteile und Weiler sind mit der Kreisstraße 177 verkehrsmäßig angeschlossen, die in Saalfeld auf die Bundesstraßen 281 und 85 trifft. Die Hochfläche ist mit landwirtschaftlichen Hochflächen erschlossen, und um die Gemarkung steht Wald.

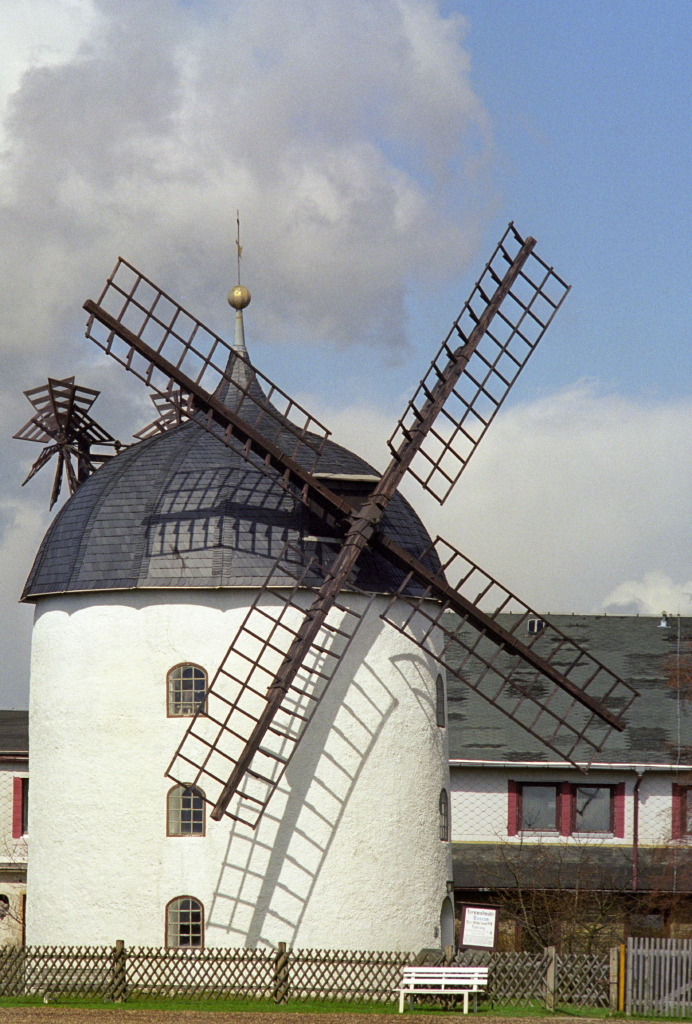
Windmühle in Braunsdorf

## Geschichte
Am 8. Januar 1441 wurde das kleine Dorf erstmals urkundlich erwähnt. Seit dieser Zeit ist der Ort Pfarrdorf für die schwarzburgischen Orte Dittrichshütte, Burkersdorf, Dittersdorf und das benachbarte Oberwirbach. Seit 1865 steht in der Gemarkung des Dorfes eine Turmwindmühle, die bis 1953 betrieben worden ist. Sie wurde zwischen 1974 und 1980 restauriert.
Bis 1918 gehörte der Ort zur Oberherrschaft des Fürstentums Schwarzburg-Rudolstadt.
In Braunsdorf befindet sich die Grundschule und ein kirchliches Freizeitheim, das Ende 2012 in die Trägerschaft des CVJM Thüringen überging. Seit den 1960er Jahren war der Ortsname eng mit dem Konzept der kirchlichen Offenen Arbeit und der daraus resultierenden Kirche von Unten verknüpft, die maßgeblich durch den hier ansässigen Pfarrer Walter Schilling geprägt worden war.

## Sehenswürdigkeiten
Die im Jahr 1806 erbaute evangelische Dorfkirche ersetzt einen mittelalterlichen Vorgängerbau. Das Kirchenschiff mit verputztem Emporensaal wird von einem hohen Ostturm überragt. Die Kirche wurde im Jahr 2000 mit Unterstützung der  Deutschen Stiftung Denkmalschutz saniert.